# José Rodrigues Alves Barbosa

Armas do barão de Santa Fé.

José Rodrigues Alves Barbosa, primeiro e único barão de Santa Fé (Sacra Família do Tinguá, 1803 — Rio de Janeiro, 3 de dezembro de 1889), foi um fazendeiro e nobre brasileiro.
Filho de Francisco Rodrigues Barbosa, fazendeiro na antiga freguesia de Santa Teresa, e Mariana Rosa de Jesus, era irmão da baronesa do Ribeirão, e neto paterno de Francisco Rodrigues Alves, natural da ilha das Flores (Açores), primeiro sesmeiro de Vassouras, Rio de Janeiro, e considerado um dos fundadores da localidade.
Foi fazendeiro de café na então província do Rio de Janeiro e provedor da Santa Casa de Misericórdia de Valença. Proprietário das fazendas do Bananal, em Rio das Flores, e São Filipe, em Três Ilhas (Minas Gerais).
Casou-se com sua prima Leopoldina Augusta Alves Barbosa, filha de Jacinto Alves Barbosa, primeiro barão de Santa Justa e de sua mulher Tomásia Maria de Jesus.
Foi sepultado no Cemitério São João Batista na capital fluminense.

## Títulos nobiliárquicos
Agraciado como comendador da Imperial Ordem da Rosa.
Barão de Santa Fé
Título conferido por decreto imperial de 16 de janeiro de 1875, e referendado em 13 de fevereiro de 1875, por João Alfredo Correia de Oliveira.